# Tramwaje w Barnaule
Sieć tramwajowa w Barnaule – system komunikacji tramwajowej w Barnaule uruchomiony w 1948.
Sieć liczy obecnie 10 linii tramwajowych, codziennie 250 tys. ludzi przejeżdża barnaulskimi tramwajami. Miejskie tramwaje stacjonują w dwóch zajezdniach, trzecią zajezdnię zamknięto w 2006.

## Historia
9 marca 1946 Józef Stalin podpisał pozwolenie na budowę 1 linii tramwajowej w Barnaule. 7 listopada 1948 uruchomiono linię nr 1, w następnych latach uruchamiano kolejne linie, system tramwajowy bardzo się rozwinął. W latach 90. XX wieku sprowadzono nowe wozy KTM-8. W planach jest budowa kilku nowych linii tramwajowych.

## Linie tramwajowe
Według stanu z 7 listopada 2017 r. w Barnaule kursowały następujące linie tramwajowe:
| Linia | Trasa                          |
| ----- | ------------------------------ |
| 1     | pł. Swobody ↔ pos. Dokuczajewo |
| 2     | Potok ↔ Piwzawod               |
| 3     | Piwzawod ↔ pos. Wostocznyj     |
| 4     | Diepo nr 1 ↔ pos. Wostocznyj   |
| 5     | pł. Swobody ↔ Miasokombinat    |
| 7     | Diepo nr 3 ↔ Kordon            |
| 8     | pos. Dokuczajewo ↔ Potok       |
| 9     | pos. Dokuczajewo ↔ Potok       |
| 10    | pos. Dokuczajewo ↔ Potok       |

## Tabor
Podstawę taboru w Barnaule liczącego 251 wagonów stanowią tramwaje produkcji czeskiej: Tatra T3SU i Tatra T6B5 uzupełnieniem tych tramwajów jest wagon LWS-2005 (71-152). Tramwaj LWS-2005 jest to częściowo niskopodłogowy, dwuczłonowy wagon produkcji zakładów PTMZ z Petersburgu. Liczebność wagonów poszczególnych typów:
| Zdjęcie                            | Typ                                | przewóz osób na wózkach            | Liczba |
| ---------------------------------- | ---------------------------------- | ---------------------------------- | ------ |
|                                    | Tatra T3SU                         |                                    | 140    |
|                                    | Tatra T6B5                         |                                    | 97     |
| Tatra TB4D w Bijsku                | Tatra TB4D GOH Barnauł             |                                    | 4      |
|                                    | Tatra T3SU GOH Barnauł             | przewóz osób na wózkach            | 3      |
|                                    | Tatra B3DM GOH Barnauł             |                                    | 4      |
|                                    | LWS-2005                           | przewóz osób na wózkach            | 1      |
| AKSM-62103 w Witebsku              | AKSM-62103                         | przewóz osób na wózkach            | 2      |
| Łączna liczba:                     | Łączna liczba:                     | Łączna liczba:                     | 251    |
| Udział tramwajów niskopodłogowych: | Udział tramwajów niskopodłogowych: | Udział tramwajów niskopodłogowych: | 2,39%  |